# Galáxias satélites da Galáxia de Andrômeda

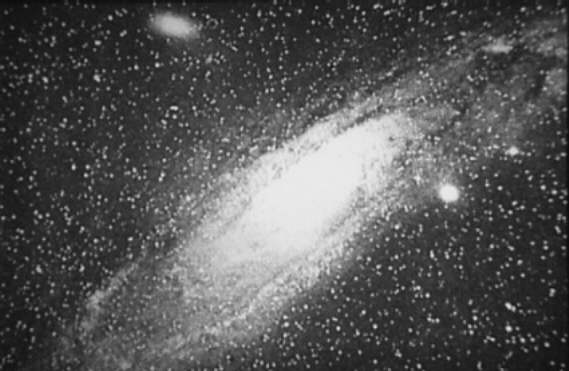
A grande nebulosa de Andrômeda com a M110 no canto superior esquerdo e a M32 à direita do núcleo

A Galáxia de Andrômeda (M31), assim como a Via Láctea, tem galáxias satélites. São pelo menos 14 galáxias anãs orbitando a M31: a mais brilhante e maior é a M32, que pode ser visto com um pequeno telescópio. A segunda mais brilhante e mais próxima de M32 é M110. As outras galáxias são mais fracas, e foram principalmente descobertas somente a partir dos anos 1970.

## Lista
Os satélites da Galáxia de Andrômeda estão listados aqui pelo ano da descoberta (a distância orbital não é conhecida).
| Nome                                          | Tipo    | Distância do Sol (milhões de al) | Ascensão reta** | Declinação**    | Magnitude aparente | Magnitude | Relação massa/luminosidade | Ano da descoberta | Notas                                                                            |
| --------------------------------------------- | ------- | -------------------------------- | --------------- | --------------- | ------------------ | --------- | -------------------------- | ----------------- | -------------------------------------------------------------------------------- |
| M32                                           | dE2     | 2,48                             | 00h 42m 41.877s | +40° 51′ 54.71″ |                    | +9,2      |                            | 1749              |                                                                                  |
| M110                                          | dE6     | 2,69                             | 00h 40m 22.054s | +41° 41′ 08.04″ |                    | +9,4      |                            | 1773              |                                                                                  |
| NGC 185                                       | dE5     | 2,01                             | 00h 38m 57.523s | +48° 20′ 14.86″ |                    | +11       |                            | 1787              |                                                                                  |
| NGC 147                                       | dE5     | 2,2                              | 00h 33m 12.131s | +48° 30′ 32.82″ |                    | +12       |                            | 1829              |                                                                                  |
| Andrômeda I                                   | dSph    | 2,43                             | 00h 45m 39.264s | +38° 02′ 35.17″ | -11,8              | +13,2     | 31 ± 6                     | 1970              |                                                                                  |
| Andrômeda II                                  | dSph    | 2,13                             | 01h 16m 28.136s | +33° 25′ 50.36″ | -12,6              | +13       | 13 ± 3                     | 1970              |                                                                                  |
| Andrômeda III                                 | dSph    | 2,44                             | 00h 35m 31.777s | +36° 30′ 04.19″ | -10,2              | +10,3     | 19 ± 12                    | 1970              |                                                                                  |
| Andrômeda IV *                                | dIm?    | 22-24                            | 00h 42m 32.798s | +40° 34′ 16.27″ |                    | +16,6     |                            | 1972              | acreditava anteriormente ser um satélite de Andrômeda, mas foi refutada em 2014. |
| Andrômeda V                                   | dSph    | 2,52                             | 01h 10m 16.952s | +47° 37′ 40.12″ | -9,6               | +15,4     | 78 ± 50                    | 1998              |                                                                                  |
| Anã Esferoidal de Pegasus (Andrômeda VI)      | dSph    | 2,55                             | 23h 51m 46.516s | +24° 34′ 55.69″ | -11,5              | +14,5     | 12 ± 5                     | 1998              |                                                                                  |
| Anã de Cassiopeia (Andrômeda VII)             | dSph    | 2,49                             | 23h 26m 33.321s | +50° 40′ 49.98″ | -13,3              | +12,9     | 7,1 ± 2,8                  | 1998              |                                                                                  |
| Andrômeda VIII                                | dSph    | 2,7                              | 00h 42m 06s     | +40° 37′ 00″    |                    | +9,1      |                            | 2003              |                                                                                  |
| Andrômeda IX                                  | dSph    | 2,5                              | 00h 52m 52.493s | +43° 11′ 55.66″ | -8,3               | +16,2     |                            | 2004              |                                                                                  |
| Andrômeda X                                   | dSph    | 2,9                              | 01h 06m 34.740s | +44° 48′ 23.31″ | -8,1               | +16,2     | 63 ± 40                    | 2005              |                                                                                  |
| Andrômeda XI                                  | dSph    |                                  | 00h 46m 20s     | +33° 48′ 05″    | -7,3               |           |                            | 2006              |                                                                                  |
| Andrômeda XII                                 | dSph    |                                  | 00h 47m 27s     | +33° 22′ 29″    | -6,4               |           |                            | 2006              |                                                                                  |
| Andrômeda XIII                                | dSph    |                                  | 00h 51m 49.555s | +33° 00′ 31.40″ | -6,9               |           |                            | 2006              |                                                                                  |
| Andrômeda XIV                                 | dSph    |                                  | 00h 41m 35.219s | +29° 41′ 45.87″ | -8,3               |           | 102 ± 71                   | 2007              |                                                                                  |
| Andrômeda XV                                  | dSph    |                                  | 01h 14m 18.7s   | +38° 07′ 02.9″  | -9,4               |           |                            | 2007              |                                                                                  |
| Andrômeda XVI                                 | dSph    |                                  | 00h 59m 29.843s | +32° 22′ 27.96″ | -9,2               |           |                            | 2007              |                                                                                  |
| Andrômeda XVII                                | dSph    |                                  | 00h 37m 07s     | +44° 19′ 20″    | -8,5               |           |                            | 2008              |                                                                                  |
| Andrômeda XVIII                               | dSph/Sm |                                  | 00h 02m 15.184s | +45° 05′ 19.78″ |                    |           |                            | 2008              |                                                                                  |
| Andrômeda XIX                                 | dSph    |                                  | 00h 19m 32.1s   | +35° 02′ 37.1″  | -9,3               |           |                            | 2008              |                                                                                  |
| Andrômeda XX                                  | dSph    |                                  | 00h 07m 30.530s | +35° 07′ 45.94″ | -6,3               |           |                            | 2008              |                                                                                  |
| Andrômeda XXI                                 | dSph    |                                  | 23h 54m 47.7s   | +42° 28′ 15″    | -9,9               |           |                            | 2009              |                                                                                  |
| Andrômeda XXII                                | dSph    |                                  | 00h 27m 40s     | +28° 05′ 25″    | -7,0               |           |                            | 2009              |                                                                                  |
| Andrômeda XXIII                               | dIrr    |                                  | 01h 29m 21.944s | +38° 43′ 05.97″ |                    |           |                            | 2011              |                                                                                  |
| Andrômeda XXIV                                |         |                                  | 01h 18m 30s     | +46° 21′ 58″    |                    |           |                            | 2011              |                                                                                  |
| Andrômeda XXV                                 |         |                                  | 00h 30m 08.9s   | +46° 51′ 07″    |                    |           |                            | 2011              |                                                                                  |
| Andrômeda XXVI                                |         |                                  | 00h 23m 45.6s   | +47° 54′ 58″    |                    |           |                            | 2011              |                                                                                  |
| Andrômeda XXVII                               |         |                                  | 00h 37m 27.1s   | +45° 23′ 13″    |                    |           |                            | 2011              |                                                                                  |
| Andrômeda XXVIII                              | dSph    |                                  | 22h 32m 41.449s | +31° 12′ 59.10″ |                    |           |                            | 2011              |                                                                                  |
| Andrômeda XXIX                                | dIrr    |                                  | 23h 58m 55.440s | +30° 45′ 22.09″ |                    |           |                            | 2011              |                                                                                  |
| Tidal Stream Northwest (Tidal Stream E and F) |         |                                  | 00h 20m 00s     | +46° 00′ 00″    |                    |           |                            | 2009              |                                                                                  |
| Tidal Stream Southwest                        |         |                                  | 00h 30m 00s     | +37° 30′ 00″    |                    |           |                            | 2009              |                                                                                  |
| Galáxia do Triângulo* (M33)                   | SA(s)cd | 2,59                             | 01h 33m 50.883s | +30° 39′ 36.54″ |                    | +6,27     |                            | 1654?             | sua distância exata e relação com Andrômeda é incerto.                           |

* Não se sabe ao certo se é uma companheira da Galáxia de Andrômeda.
** Valores RA/DEC marcados em itálico são estimativas aproximadas.